# حسن الجنابي (سياسي)
حسن الجنابي هو محاضر وخبير عراقي بالشؤون المائية، عُيّن في عدة مناصب حكومية، آخرها سفير مقيم ومفوض فوق العادة للعراق لدى الجمهورية التركية، انتدبته الحكومة العراقية إلى عدة مؤتمرات أممية ودولية في قضايا المياه والتغير المناخي في العراق والمنطقة. وفي يوم 31 كانون الأول سنة 2020، أُحيل حسن الجنابي إلى التقاعد.

## حياته
غادر حسن الجنابي العراق سنة 1979، وقضى 25 سنة في أستراليا، وحصل على جنسيتها، وهناك أصبح مهندساً أقدمَ في علم المياه في سلطة سيدني للموارد المائية ومصلحة سيدني للمياه، وعاد مع عائلته أول مرة إلى العراق بعد الاحتلال الأمريكي سنة 2003، وعُيّن سنة 2016 وزيرا للموارد المائية بصفته من التكنوقراط.

## مناصب
- 2019 إلى 31-12-2020: سفير مقيم ومفوض فوق العادة للعراق لدى الجمهورية التركية.
- 2018 -2019: سفير في مقر وزارة الخارجية العراقية، رئيس دائرة المنظات الدولية.
- 2016 – 2018: وزير الموارد المائية في العراق.
- 2015 – 2016: سفير مقيم ومفوض فوق العادة للعراق لدى اليابان.
- 2014 – 2015: سفير في مقر وزارة الخارجية العراقية ورئيس دائرة حقوق الإنسان.
- 2009 – 2014 : سفير ومندوب دائم للعراق لدى منظمات الامم المتحدة المعتمدة في روما (منظمة الاغذية والزراعة الدولية-فاو، وبرنامج الاغذية العالمي-دبليو أف بي، وصندوق التنمية الزراعية الدولي-ايفاد).
- 2004 – 2008: مستشار وزارة الموارد المائية.
- 1994 – 2003: مهندس أقدم في علم الهيدرولوجي في سلطة سيدني للموارد المائية ومصلحة سيدني للمياه.

## وصلات خارجية
- مقابلة حسن الجنابي - أخبار العالم من خدمة البث الخاصة الأسترالية نسخة محفوظة 28 مارس 2021 على موقع واي باك مشين..
- أسترالي عراقي عائداً إلى بغداد بعد غياب 25 سنة، يأمل المساعدة في تجديد بناء بغداد.